# Pichonia novocaledonica
Pichonia novocaledonica är en tvåhjärtbladig växtart som först beskrevs av Adolf Engler, och fick sitt nu gällande namn av Terence Dale Pennington. Pichonia novocaledonica ingår i släktet Pichonia och familjen Sapotaceae.
Artens utbredningsområde är Nya Kaledonien. Inga underarter finns listade i Catalogue of Life.